# Associação Pontagrossense de Desportos
A Associação Pontagrossense de Desportos foi um clube de futebol da cidade de Ponta Grossa, no estado do Paraná.

## História
O Pontagrossense foi um clube criado pela fusão entre Operário Ferroviário Esporte Clube e Guarani Sport Club, mas que durou apenas 3 anos.
No final dos anos de 1960 o Guarani não estava em sua melhor fase, passando 3 anos seguidos na segunda divisão do paranaense. Seu rival, o Operário, acompanhava a crise, e apesar do título da segunda divisão de 1969, realizou uma campanha apenas mediana na primeira divisão do ano seguinte, com um 12º lugar de 14 clubes. Os dois clubes, ao unirem forças, esperavam conquistar resultados melhores em um campeonato onde os times do Norte, estreantes na competição, dominaram a década de 1960, além da força da capital.
Os primeiros resultados foram muito animadores, e quando o time começou a emplacar, foi extinto, ao final de 1973. Em 1974 o time do Operário Ferroviário disputou a primeira divisão do paranaense no lugar da Associação Pontagrossense de Desportos, enquanto o Guarani encerrou o seu departamento de futebol profissional, mantendo apenas o amador.

## Campanhas de destaque
- 3º lugar no Campeonato Paranaense de Futebol de 1973.
- 4º lugar no Torneio Pinheirão 1971.
- 4º lugar na Copa Norte do Paraná 1973. [1]